# Kawasaki Z750
Kawasaki Z750 – japoński motocykl typu naked bike produkowany przez firmę Kawasaki od 2004 roku.

## Dane techniczne/Osiągi
wersja Z750R z 2011
Silnik: R4

Pojemność silnika: 748 cm³

Moc maksymalna: 106 KM/10 500 obr./min

Maksymalny moment obrotowy: 78 Nm/8300 obr./min

Prędkość maksymalna: 245 km/h

Przyspieszenie 0-100 km/h: 3,7 s